# Quilapayún
Quilapayún er en chilensk musikgruppe. Grundlagt i midten af 1960'erne i Santiago og er i dag en af de sidste eksisterende grupper, der udsprang af nueva canción-bevægelsen.
Quilapayún fik sit gennembrud i perioden under præsident Salvador Allende og blev synonym med revolution og Unidad Popular. Under militærkuppet i 1973 var gruppen på turné i Europa, hvor de forblev i eksil indtil 1990. I forskellige sammensætninger forsatte gruppen med at spille folkemusik og har i dag eksisteret i over 40 år.
| Musikgruppe | Spire Denne artikel om en musikgruppe er en spire som bør udbygges. Du er velkommen til at hjælpe Wikipedia ved at udvide den. |